# Chrysoprasis punctulata
Chrysoprasis punctulata là một loài bọ cánh cứng trong họ Cerambycidae.